# Lompnieu

Lompnieu este o comună în departamentul Ain din estul Franței.